# 마산 성요셉 성당
마산 성요셉 성당(馬山 성요셉 聖堂)은 대한민국 경상남도 창원시 마산합포구에 있는 성당이다. 2000년 1월 31일 경상남도의 문화재자료 제283호로 지정되었다.

## 현지 안내문
1901년 프랑스인 에밀리온따께(한국이름: 엄택기)신부가 지금의 성당터에 초가삼간으로 임시 성당을 세워 선교활동을 하였는데, 바로 그곳에 유리오베르문(한국이름: 목세영) 신부가 1928년에 지은 것이다.
로마네스크식과 르네상스식의 건축양식을 절충하여 지은 이 성당은 길이 21.45cm, 폭 8.76cm 규모로 경남지역 천주교 성당 가운데 가장 오래되고 그 원래 모습이 잘 남아 있어 한국 근대건축 변천사 연구의 중요한 자료이다.

## 참고 자료
- 마산 성요셉 성당 - 국가유산청 국가유산포털